# リドリー
リドリー（Ridley）とは、任天堂のコンピュータゲーム『メトロイドシリーズ』に登場するボスキャラクターである。

## 概要
銀河系社会を脅かす武装犯罪組織、スペースパイレーツの最高司令官。同シリーズの主人公サムス・アランは過去に両親をリドリーに殺された経緯から、彼女自身のトラウマとなっており、ほぼ全ての作品に宿敵として登場している。基本となる風貌は細身で紫を基調とした体色の翼竜やドラゴンのようなエイリアンであり（西洋の悪魔に容姿を例えられたこともある）、体長は約12フィート（約3.7m）だが作品毎に大きさ･体色が異なる。
野蛮で残虐非道なスペースパイレーツを構成するならず者たちをまとめ上げる統率力やカリスマ性とともに部下たちをも上回る残虐さ、その怪物のような外見と裏腹の狡猾で高い知能も併せ持ち、『ゼロミッション』では「狡猾の死神」、『大乱闘スマッシュブラザーズ SPECIAL』では「残虐のカリスマ」という異名も持っている。戦闘時は背中に生えたコウモリの様な大翼で空中を飛翔・滞空できる他、体内細胞で生成したプラズマを利用して口から吐く高温の火炎・熱線、その体躯に見合った剛腕と爪による肉弾戦、長く先端に鋭利な刃のある尻尾を活かした攻撃を行う。主な弱点は尾以外の全身であり、ダメージが蓄積する毎に体色が赤もしくは黒色に変色する。
なお、初代『メトロイド』では「スペースパイレーツに捕獲され、マザーブレインによって生体兵器として洗脳された惑星ゼーベスの原住生物」という設定であったが、『スーパー』にてスペースパイレーツの最高幹部だと再設定され、そして『フュージョン』では過去の惑星ゼーベス侵攻以前からスペースパイレーツの幹部の地位にいたことやサムスと過去に因縁がある事に設定が変更された。また、『アザーエム』ではアダムの会話や劇中描写から、同シリーズに登場するメトロイドと同等のレベルで危険視される存在となっている。
また漫画版では、部下であるスペースパイレーツ戦闘員らと共に異種族との会話も可能な知的生命体として描写されており、事実上パイレーツの支配者となったマザーブレインに対する文句や種族の老化で衰退した鳥人族への皮肉、更にはジョークを言うなど、非常に人間に近い精神性を持つ事が強調されていた。
『スーパー』以降の作品では毎回相対時に専用のBGMが流れる。曲自体は元々『スーパー』における「大ボス対決BGM」という曲名の通り、リドリーを含む一部ボス戦や惑星脱出時に使用されていた物であるが、これが後にリドリーのテーマ曲として定着した。『プライム』のメタリドリー、『プライム3』のオメガリドリー、『サムスリターンズ』のプロテウスリドリーのように、リドリー自身の形態によって大きなアレンジが加えられている場合もある。

## 生態
『アザーエム』において長らく明らかにされていなかったリドリーの生態が判明した。脱皮による変態を繰り返して成長を行い、脱皮時には前形態の一部骨格部分や内部上皮組織がそのまま排除される。血液の色は全形態を通して鮮やかな緑色であり、脱皮の際には大量出血を伴うが、前形態時に体組織が負傷していても脱皮する事で再生･完治する模様である。現在、リドリーと同種族のエイリアンはゲームシリーズに登場しておらず、種族全体の生態や文化形態は一切不明である。
第1形態（リトルバード）
リドリーの幼生形態。全身が白い羽毛に覆われたウサギとひよこを組み合わせた様な風貌をしており、赤く鋭い目と頭部には耳と思わしき器官を持つ。細長い鳥脚で2足歩行を行い、幼体時の大きさはサムスの膝にも及ばない程小さいが、裂けた様な大口には鋭い牙が並んでいる。
幼体時の段階で高い知能と狡猾さの片鱗を見せており、脱走するために死んだふりをして飼育員を欺いて殺害したり、咆哮によってボトルシップの生物を誘発･先導してサムスを襲わせたり、成長に必要な餌を確保するためにサムスをキハンター星人の巣に誘導して撃破させる等（失敗してもサムスを倒せる作戦だった模様）、従来の凶暴性を随処に垣間見せる部分が多い。
当初は余りに成体時とかけ離れ過ぎた愛くるしい外見と狩猟能力の低さから生体兵器としての利用価値が見出せず、更にリドリー自身が脱出の機会が訪れるまで人畜無害な大人しい生命体を装っていたため、ボトルシップの研究員は誰もリドリーである事に気付かず、リトルバードと呼ばれてペットの様な扱いで飼育されていた。また飼育ケージ内に実っていた果実やキハンター星人の巣に貯蔵されていた蜜を齧って長い舌で舐めとっていたり、設定資料のイラストでは鋭い牙で小動物を襲っていたり何かを食いちぎっていたりと、食性は雑食の様である。
第2形態
巨大なトカゲの様な発展途上形態。幼体時のかけ離れた姿から急速に巨大化･成長した事で、体色は薄い紫色で新たに長い手足と鋭利な尾を獲得しており、火炎放射能力はまだ発現していないが、4足歩行ながら垂直な壁に張り付く事ができる。また背中の一部分には幼体時の白い羽毛が残っており、後に翼となる骨格が肩部から張り出している等、成体時のリドリーに近い大きさ･風貌に変化している。
知能レベルも更に向上した模様で、本編中ではボトルシップ内の生物を先導してサムス達を襲撃しており、不意打ちだがパワードスーツを着用しているサムスをその巨体と筋力で一方的に抑え込み、鋭利な尾で執拗に攻撃を行った。なお、この姿が登場した場所の近辺には血が滴っていた事から脱皮直後と思われる幼体時の抜け殻が残されていたが、脱皮してすぐこの形態に巨大化成長した原理は不明である。
第3形態（リドリー完全体）
従来の作品における一般的な姿となった成体のリドリー。羽毛が完全に抜け落ちた背中には完全な翼が形成されており、火炎放射能力も完璧に発現している。身体の大きさも更に巨大化しており、サムスを片手で鷲掴みながら、空中を自由に飛翔する事ができる。
抜け殻は昆虫の蛹の様に粘液質な糸状の物質で壁に固定されており、前回の変態時と同様に脱皮直後に成長した様だが、脱皮直後の急成長の原理はやはり不明である。

## 登場作品

### メトロイドシリーズ
メトロイド
ノルフェア深部のボスとして登場。身体は小さく、容姿や設定も大きく異なっている。
戦闘時は所定の位置で飛び跳ねながら、火炎弾を口から乱射するという単純な動作を繰り返す。
スーパーメトロイド
プロローグで登場。単身でスペースコロニーを襲撃して、ベビーメトロイドを奪い去っていく。
一旦戦闘になるが、一定のダメージを与えるか逆に一定のダメージを受けると戦闘終了し、自爆装置が作動する（一定のダメージを与えての撤退の場合、ベビーメトロイドを一回落とすがすぐ回収する演出が追加される）。
その後はゲーム終盤において、ノルフェア深部の大ボスとして再登場する。
メトロイドフュージョン
冷凍室に保管してあったリドリーのDNAを読み取ったXが擬態したネオリドリーが登場する。
『スーパー』において惑星ゼーベスの戦いで倒され、更にその後惑星ゼーベスが爆発したために死骸の回収が不可能に近かったはずのリドリーが何故連邦の施設であるB.S.Lに保管されていたかについては、ディレクターの坂本賀勇曰く「『ゼロミッション』時点では「秘密」」とされていた。後に『アザーエム』にてB.S.L.内の一部保管物がボトルシップの遺産だった事が明らかとなったことから、『アザーエム』のクローンリドリーがそのまま冷凍保存されたものと思われる。
メトロイド ゼロミッション
リドリー（エリア名）のボスとして登場する。また第2部では、メカリドリーが最終ボスとして登場する。
メトロイドプライム / メトロイドプライム ピンボール
遺伝子工学と機械化（サイボーグ化）により復元されたリドリーのメタフォームであるメタリドリーが登場する。
フリゲート・オルフェオンにてサムスと対面。その後、設備を破壊しながら惑星ターロンⅣへ降り立った。その後は各地で姿を見せ、最終的にアーティファクト神殿にて決着を着けることになる。
最終的にサムスに敗北し、アーティファクト神殿の防衛システムにより谷底に落下、爆死した。
メトロイドプライム3 コラプション
惑星ターロンIVの個体に近似したメタリドリーが登場するが、ターロンIVで遭遇した物とは別の個体である。
惑星ノリオンで一度サムスによって口内に直接パワービームを喰らい撃破され、ジェネレーターシャフトに落下させられたが実は生き延びており、惑星ウルトラガスのリバイアサンシードのフェイゾンに汚染されたことでオメガリドリーとして復活し、再びサムスに襲い掛かる。
メトロイド アザーエム
『スーパーメトロイド』の戦いにおいて完全に滅ぼされたとされていて、サムスも宿怨に終止符が打たれたと考えていた。だが実は、サムスのスーツに細胞が付着しており、メトロイド復活を試みる銀河連邦軍の一派がベビーメトロイドの細胞とともに誤って回収、スペースコロニー･ボトルシップにおいてリドリーとは知らぬままクローニングして復元された。
上記の「生態」ようにボトルシップの研究員たちは将来的にリドリーになる事を知らず、幼体をリトルバードと呼び、ペットのように飼育していた。しかし性格は既に残虐かつ狡猾であり、ボトルシップでメリッサの反乱がおこる少し前に飼育員を惨殺し逃亡していた。その途中でサムスと対面、クローン再生される以前の記憶があったかは不明だが激しく警戒する様子を見せ、第2形態になるとボトルシップ内のクリーチャーに指示を与えて従えて襲撃、サムスと交戦して追い詰めるも、援護に回ったアンソニーのプラズマビームの直撃を受けて再び逃亡。
その後成長を終えて最終形態となり、再度サムスの前に現れる。相手の正体が死んだはずのリドリーだと知り、幼少期に襲撃を受けた際のトラウマが蘇って狼狽するサムスを一方的に攻め立てるが、アンソニーに妨害されたため彼に矛先を変え、彼をマグマの底に突き落とす。だが、それによる怒りでサムスは平常心を取り戻し、交戦の末に全身がボロボロになるほどの重傷を負わされ三度逃亡する。
その後、生体兵器飼育研究所にて体力の回復を図るが、その最中にクイーンメトロイドによって殺害される。サムスもアダムの遺言でリドリーと決着を付けるべく向かっていたが、サムスが着いた時点では既に完全にエネルギーを吸われミイラとなっていた。後にこの遺体は銀河連邦軍が到着した際にナイトメアら他の生体兵器の残骸とともに忽然と姿を消しており、この際に回収されB.S.Lに送られた模様。
今作のリドリーは戦闘時にサムスを片手で掴んで壁に激しく擦りつける攻撃を行うが、これは『大乱闘スマッシュブラザーズX』のムービー中でサムスに対して使っていた攻撃を逆輸入したアクションである。戦闘中には自己強化を促す際に体色が『ゼロミッション』のような黒色に変色し、オーラを出す事で一部の攻撃を受け付けなくなる。
メトロイド サムスリターンズ
原典である『メトロイドII RETURN OF SAMUS』には登場しないが、本作では最終ボスとして登場する。プライムシリーズのメタリドリーのように体の一部が機械化している。メトロイド殲滅任務を完了し、ベビーメトロイドと共にスターシップの着陸地点に戻ってきたサムスの前に突如現れ、ベビーメトロイドの強奪を狙う。戦闘は3段階に分かれており、3段階目はベビーメトロイドもサムスに加勢する。サムスとベビーメトロイドの猛攻により撃破されるが、エンディングでは戦闘が行われた場所に機械化された足のパーツだけが残されており、生死は不明となっている。 なおシリーズにおいてリドリー本人が最終ボスを務めるのはこれが初となる。海外の公式攻略本によると、正式名称はプロテウス・リドリー（Proteus Ridley）とされている。
メトロイド ドレッド
各エリアのアイテム回収率に応じてイラストの閲覧が可能になるギャラリー「チョウゾアーカイブ」において、全エリアの総合アイテム回収率100%を達成すると解放されるイラストでリドリーの姿が描かれている。ゲーム本編には登場しない。

### その他の作品
大乱闘スマッシュブラザーズシリーズ
ニンテンドウオールスター!大乱闘スマッシュブラザーズ
メトロイドシリーズをモチーフとしたステージ「惑星ゼーベス」の背景として登場。
大乱闘スマッシュブラザーズDX
キャラクター図鑑「フィギュア名鑑」のフィギュアのひとつとして登場。また、オープニングムービーにも登場している（この際のシチュエーションは『スーパー』のオープニングをモデルとしている）。
大乱闘スマッシュブラザーズX
アドベンチャーモード『亜空の使者』のボスとして登場。リドリーのほかメタリドリーも登場する（メタリドリーのデザインは第1作目『プライム』仕様）。なお、戦闘曲は前述したメトロイドシリーズにおけるリドリー戦BGMのアレンジバージョンが使用されている。詳細は、亜空軍を参照。
大乱闘スマッシュブラザーズ for Wii U
メトロイドアザーエムをモチーフとしたステージ「パイロスフィア」のギミックとして登場。ファイターを攻撃してくるが、ひるませて仲間にできる。崖の下でエネルギーを吸収して黒リドリーになると、より凶悪化し、攻撃力が上がる。撃墜すると、撃墜数にカウントされる。
大乱闘スマッシュブラザーズ SPECIAL
ファイター（プレイアブルキャラ）として登場。
原作を踏襲してかなり大型のキャラクターとなっているが、原作シリーズおよびそれまでの『大乱闘スマッシュブラザーズ』シリーズよりは小型になっている。攻撃は原作通り、尻尾・爪・翼による肉弾戦や口から火炎、相手を掴んでの地面擦り付けといったものとなっており、ゲームシステムの都合で飛行は出来ないが滑空による高速ダッシュや3段ジャンプが可能。大技「最後の切りふだ」は、相手をダッシュで跳ね飛ばした後、背景が宇宙に切り替わって跳ね飛ばした相手をサムスのスターシップに叩き付け、相手をスターシップごと熱線で撃ち抜く「デストロイビーム」というもの。
デフォルトの体色は紫色だが、カラーバリエーションが歴代シリーズ作品におけるリドリーとその関連キャラクターの風貌をモチーフとしており、『プライム1』のメタリドリーコスチュームも選択可能で、更にメタリドリーの色違いでメカリドリー風の物も用意されている。

Nintendo Land
『メトロイド』を題材としたアトラクション「メトロイドブラスト」でリドリー型のロボットが登場する。
デッド オア アライブ ディメンションズ（コーエーテクモゲームス）
任天堂以外が開発･発売の作品であるが、『メトロイドアザーエム』を開発したTeam NINJAの作品であることと任天堂ハードであるニンテンドー3DSの作品であることによるコラボレーションとして、ゲスト出演が実現した。
『アザーエム』におけるリドリーとの戦いの舞台となったボトルシップ・パイロスフィアの地熱発電所をモデルとしたステージに登場。
プレイヤーキャラクターとして使用することはできないが、ステージのトラップとして動き、ランダムにファイアボールを吐いてステージ上にいるキャラクターを吹き飛ばしたり、リングアウトしたキャラクターを『アザーエム』同様壁に激しく擦り付けた後、ファイアボールでダメージを与えるといった攻撃を仕掛けてくる。

## 派生型
ネオリドリー 　
『メトロイドフュージョン』で登場。
B.S.L（バイオロジック宇宙生物研究所）の冷凍保管庫に安置されていた、リドリーの遺伝子情報を取り込み擬態した寄生生命体X。擬態の際にXが遺伝子を組み換え自己強化を施した影響で、通常のリドリーと比べ身体の形状が変化して更に大柄になっている。また初期の体色は青紫だが、ダメージを与えるごとに赤くなっていく。
厳密にはリドリーではないが攻撃方法は変わらず、前脚で掴みかかり締め上げたり、口から火炎弾を吐き出したり、鋭利な尾で攻撃する。弱点は尾以外の全身だが耐久力は高い。
メタリドリー 　
『メトロイドプライム1』、『メトロイドプライム3 コラプション』で登場。
惑星ゼーベスで撃破されたリドリーがスペースパイレーツの遺伝子工学とサイボーグ技術（機械化）によって復活、強靭な肉体へと進化したメタフォーム。機械化に伴い人工知能ユニットや装甲プレート等を配したメタ遺伝子的改良が施され、攻撃力･機動性･外皮強度の全てが向上している。
『プライム1』では主武装として、口中部から熱線を放つ追尾性ブレスや、胸部に小型ミサイルを発射可能なマルチミサイルシステム、広範囲に絨毯爆撃可能なボムランチャーを装備している他、高熱エネルギーを後脚に凝縮して地面に衝撃波を放つ事もできる。また、ある程度ダメージを与えるとエネルギー体の膜の翼が焼け落ち、強烈な突進攻撃や鋭利な尾で近接戦を行う地上戦に移行する。アイスビームなど冷気系の攻撃が有効だが、動きが素早いため命中率は下がる。
体表を覆っている外皮の強度は高く、サムスが持つ通常火器の攻撃さえ受け付けないが、薄い腹部装甲（コア）を高反発性の表皮で保護しており唯一の弱点となっている。
『プライム3』では惑星ターロンIVの個体とは別に復活させた最新型の個体が登場する。全身機械化が施された無機質な初期型と違い、有機的なサイボーグ技術が施され装備も拡張されている他、従来のリドリーより若干大柄になっている。また、オリジナルやターロンIVの個体とは違い、二本角ではなく一本角である。惑星ノリオンの戦闘ではジェネレーターCの17kmに及ぶ非常に長い縦穴を落下し終わるまでに撃破しなければならない。
主武装が更新され、口中部に火炎弾や追尾性ブレス等複数の形態で発射可能なマルチプラズマキャノン、四肢先端部に高熱を纏わせての攻撃ができる強化クローを装備している。堅い外皮による防御力は健在で欠点であった胸部コアも廃止されたが、拡張機能の構造的欠陥に伴い、口中のプラズマキャノン周辺部のみ低強度となっている。なお、プライムシリーズでは珍しくパワービームのみで撃破できる。
オメガリドリー　
『メトロイドプライム3 コラプション』で登場。
惑星ノリオンの戦闘で受けたダメージを本拠地である惑星ウルトラガスのフェイゾンシードで回復して復活したメタリドリー。主武装に変化はないが、シードコアが施す強化過程で表皮全体を装甲化しており、口中部の弱点も若干改善された他、新たな攻撃能力を獲得している。同時に極度のフェイゾン汚染により体内構造が変質、胸部装甲の内部にフェイゾンコア（核）が形成され、フェイゾンエネルギーの攻撃のみ弱点となっている。ダメージを与える毎に攻撃パターンが変化する。
『プライム1』と同様地上戦を行うが、極度のフェイゾン汚染に伴う異常な変異現象と精神障害（フェイゾン病）により、魔物の様な禍々しい姿に変貌している他、凶暴性も合わせて増大した影響で4足歩行からの噛みつきや突進等の荒々しい物理攻撃が目立ち、得意の空中戦も追いつめられるまでは余り行わない。またフェイザイトアーマー生成能力を獲得したが、アーマー内部の接合部に脆弱性を抱えている。
プロテウスリドリー
『サムスリターンズ』で登場。
メタリドリーと同様にサイボーグ化されたリドリー。サイボーグ化された個所がメタリドリーと異なっており、四肢の機械化が片腕片足だけであり、頭部と首は機械化されていないなど、生身の個所を残した部位が多い。
インターネット番組『ニャニャニャ! ネコマリオタイム』第119回ではこのプロテウスリドリーの設定画が登場していたが、頭部と首がメタリドリーと同様の形状に機械化されていたり、機械化された四肢が左右逆だったりと、ゲーム内のグラフィックとの差異が見受けられる。
メカリドリー　
『メトロイド ゼロミッション』で登場。
リドリーが自分の力を誇示するために（自分の銅像感覚で）自身の姿を模して作成していた、リドリー型の戦闘ロボット。故に厳密にはリドリーではない。作中では上半身を前脚で這い蹲って移動する未完成な状態であり、下半身の歩行ユニットや後背部の飛行ユニットが取り付けられ、もっと巨大になる途中の段階だった。
前脚の振りおろしや口中部からの火炎弾、更に目からレーザーや後背部からミサイルを発射して攻撃する。胸部のコアが弱点であり、透明なプレートで防御している。撃破されると自動的に自身の自爆装置を起動させ、マザーシップ諸共爆発する。